# Cipriano Rodríguez Monte
Cipriano Rodríguez Monte (Noreña, 1861 - Oviedo, 1941) fue un jurista, empresario y político español, jefe regional del tradicionalismo asturiano en las décadas de 1910 y 1930.

## Biografía
Cipriano R. Monte hizo sus primeros estudios en Noreña. Cursó después en Oviedo el bachillerato y la carrera de Derecho Civil y Canónico. Para ayudarse a costear la carrera, entró de ayudante en la botica de Serrano, situada en la calle San Antonio. Serrano le propuso, después, asociarle para que no dejara de dirigirla, pero Cipriano prefirió entrar como profesor en la prestigiosa Academia de Viguri. Luego pasó al colegio de Villaviciosa.
Fue un estudiante modélico, por lo que cuando se otorgaron algunas cruces de Isabel la Católica a los más destacados alumnos de las universidades españolas, a él le correspondió una por la Universidad de Oviedo. Fue discípulo y gran amigo del rector Fermín Canella.
Posteriormente se especializó en la Universidad Central. El civilista Felipe Sánchez-Román le propuso se presentara a Cátedras, pero Cipriano Rodríguez Monte prefirió presentarse a Registros y ganó por oposición, con el segundo puesto, una plaza de registrador de la propiedad, que desempeñó en Villaviciosa y a partir de 1916 en Baza y otras ciudades de España.
Como empresario, en 1900 participó en la fundación de «Vigil, Blanco y R. Monte», empresa dedicada a la fabricación de sidra, y en 1920 constituiría «Santiuste, R. Monte y Fernández», destinada a la compra y venta de coloniales y otros géneros de comercio. También sería uno de los cofundadores de la Azucarera de Villaviciosa.

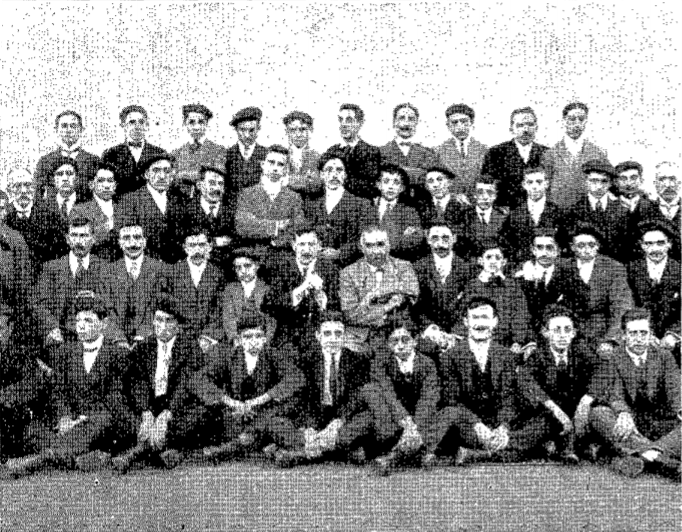
Cipriano Rodríguez Montes con la Juventud jaimista de Gijón (1911)

Tras ser nombrado en julio de 1911 jefe regional del partido tradicionalista en Asturias en sustitución de Felipe Muñiz Blanco, organizó mítines de propaganda y en 1913 inició la reorganización de las fuerzas jaimistas de aquella región, publicando en el diario tradicionalista de Oviedo Las Libertades un manifiesto con el que quedaron zanjadas las diferencias existentes entre los carlistas asturianos.
Solicitó la excedencia de su empleo de registrador en 1918 para dedicarse enteramente a la acción social católica. Se propuso crear en toda Asturias sindicatos agrarios, federarlos y llevarlos después a la Confederación Nacional, lo cual habría de contribuir además a la constitución y desarrollo de sindicatos católicos de obreros. Para la formación de los sindicatos agrícolas de Asturias visitó varios concejos y destacó por su elocuencia como orador, logrando constituir en breve tiempo más de cincuenta sindicatos en el principado.
Posteriormente volvió a ejercer de registrador de la propiedad, en Pamplona. Tras ser jubilado en 1932 por haber cumplido los setenta años de edad, se trasladó a Oviedo, y ocupó nuevamente, en enero de 1934, el cargo de jefe regional de la Comunión Tradicionalista en Asturias, cargo que mantenía al producirse la sublevación de julio de 1936, no pudiendo participar en la guerra civil por hallarse en zona republicana.
A lo largo de su vida colaboró con varios periódicos como El Correo Español, Las Libertades, El Pueblo Astur o La Voz de Villaviciosa. En sus campañas periodísticas empleó el seudónimo «De la Nozalera», por haber nacido en la calle de ese nombre. Llegó a ser propietario de algunos periódicos asturianos y donó muchas sumas a la prensa católica. Fundó también círculos católicos de obreros, sosteniéndolos con alguno de sus fondos, para la instrucción y el ocio de los obreros. Poco antes de su muerte figuraba como uno de los máximos contribuyentes tributarios por el concejo de Villaviciosa.
Fue padre de ocho hijos, dos de los cuales fallecieron combatiendo como requetés durante la guerra civil española. Su hija Natividad fue la presidenta en Asturias de las Margaritas, organización sectorial de mujeres carlistas. Su hija Ángeles casó con el arquitecto navarro Eugenio Arraiza Vilella, que fundó en 1964 la revista carlista Montejurra. Entre sus nietos se encuentran los hermanos Eugenio, José Fermín y Juan Pedro Arraiza Rodríguez-Monte.